# Джованні Франческі
Джованні Франческі (італ. Giovanni Franceschi, 25 квітня 1963) — італійський плавець.
Учасник Олімпійських Ігор 1980, 1984 років.
Призер Чемпіонату світу з водних видів спорту 1982 року.
Чемпіон Європи з водних видів спорту 1983 року, призер 1981 року.